# Weekly Manga Goraku
Weekly Manga Goraku (週刊漫画ゴラク, Shūkan Manga Goraku) est un magazine japonais hebdomadaire de prépublication de mangas de type seinen édité par Nihon Bungeisha depuis 1968.